# Politica Slovaciei
Slovacia este o republică, condusă de un președinte, ales prin vot direct și universal la fiecare cinci ani.  Puterea executivă este exercitată de către prim-ministru, care este de obicei șeful partidului sau al coaliției majoritare din parlament, numit fiind de președinte.  Restul guvernului este numit de către președinte la recomandarea primului ministru.
Puterea legislativă este constituită de Consiliul Național al Republicii Slovace (Národná Rada Slovenskej Republiky), parlament monocameral format din 150 de membri.  Parlamentarii sunt delegați pentru un mandat de patru ani proporțional cu voturile obținute.
Puterea judecătorească este reprezentată de către Curtea Constituțională (Ústavný súd), care decide chestiunile constituționale.  Cei 13 membri ai săi sunt numiți de președinte, de pe o listă de candidați realizată de Parlament. 